# L'Âge tendre
Pour plus de détails, voir Fiche technique et Distribution.
L'Âge tendre (Нежный возраст) est un film russe réalisé par Sergueï Soloviov, sorti en 2000,.

## Fiche technique
- Photographie : Pavel Lebechev
- Musique : Boris Grebenchtchikov, Enri Lolachvili
- Décors : Sergeï Ivanov, Natalia Ivanova
- Montage : Vera Krouglova